# Stuckange
Stuckange est une commune française située dans le département de la Moselle en région Grand Est.

## Géographie

### Localisation
Le village est situé au croisement de la D 918 et de la D 61, au sud-est de Yutz (6 km environ) et de Thionville (10 km environ). La frontière franco-luxembourgeoise se trouve à environ 20 km au nord. La frontière franco-allemande se trouve à environ 25 km au nord-est.
Stuckange peut se décomposer en trois parties historiques : – le vieux village, construit autour de la D 918 et la D 61 en direction de l'est ; – le lotissement construit entre la D 918 et la D 61 en direction de l'ouest ; – les différents petits lotissements qui sont en train de se construire en extension du premier.
Comme beaucoup de villages alentour, Stuckange est une illustration de la rurbanisation : un vieux village situé à proximité de foyers d'emploi (Thionville, le Luxembourg), et qui construit des lotissements pour accueillir de plus en plus de nouveaux arrivants.
Les habitants de la commune de Stuckange sont les Stuckangeois et les Stuckangeoises.
| Yutz      | Kuntzig   | Distroff    |
|           | Stuckange | Metzervisse |
| Bertrange |           | Volstroff   |

### Hydrographie
La commune est située dans le bassin versant du Rhin au sein du bassin Rhin-Meuse. Elle est drainée par le ruisseau le Helpert.

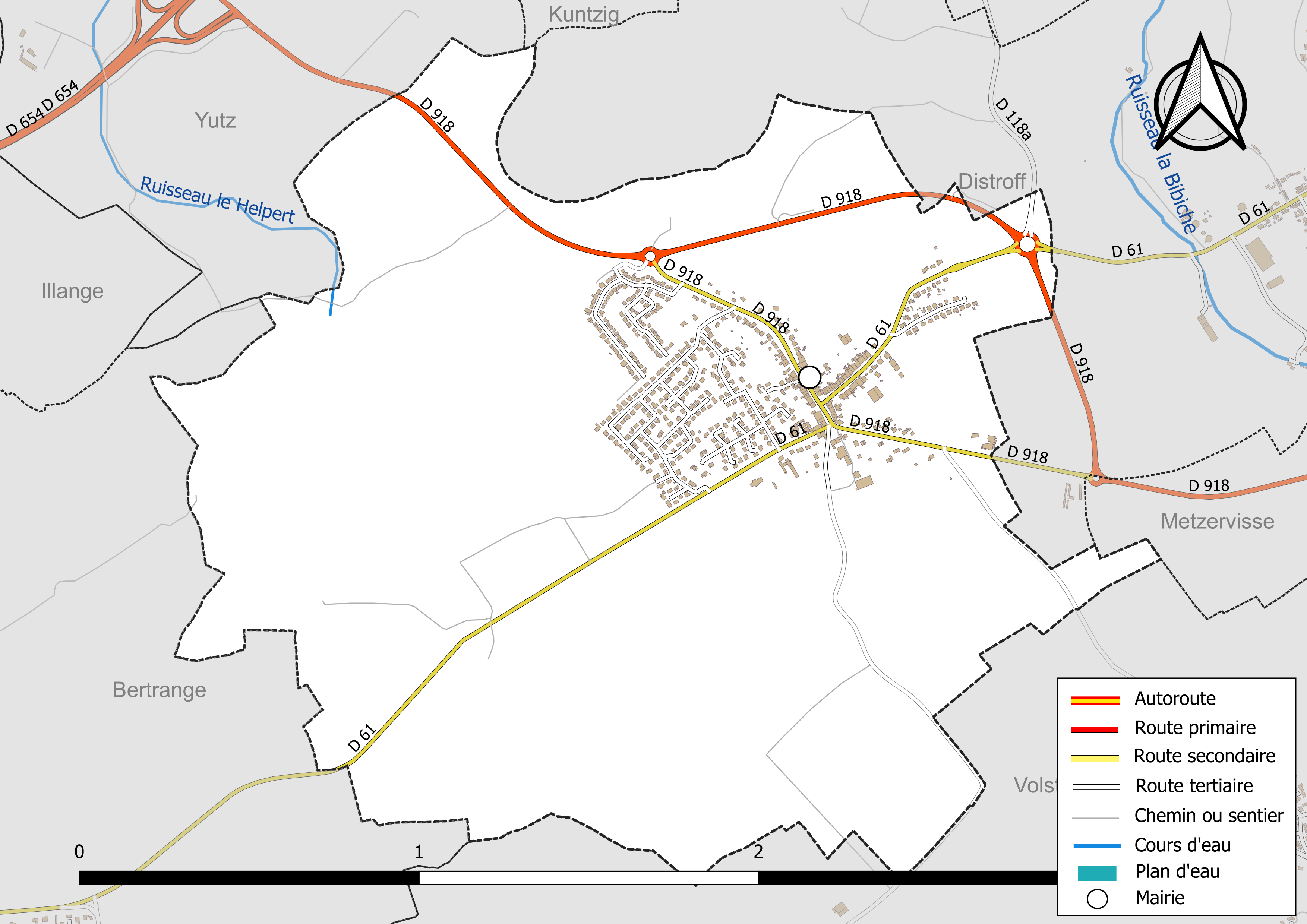
Réseaux hydrographique et routier de Stuckange.

### Climat
Pour des articles plus généraux, voir Climat du Grand Est et Climat de la Moselle.
En 2010, le climat de la commune est de type climat des marges montargnardes, selon une étude du Centre national de la recherche scientifique s'appuyant sur une série de données couvrant la période 1971-2000. En 2020, Météo-France publie une typologie des climats de la France métropolitaine dans laquelle la commune est exposée à un climat semi-continental et est dans la région climatique Lorraine, plateau de Langres, Morvan, caractérisée par un hiver rude (1,5 °C), des vents modérés et des brouillards fréquents en automne et hiver.
Pour la période 1971-2000, la température annuelle moyenne est de 9,6 °C, avec une amplitude thermique annuelle de 16,6 °C. Le cumul annuel moyen de précipitations est de 771 mm, avec 12,1 jours de précipitations en janvier et 9,2 jours en juillet. Pour la période 1991-2020, la température moyenne annuelle observée sur la station météorologique de Météo-France la plus proche, « Malancourt », sur la commune d'Amnéville à 10 km à vol d'oiseau, est de 10,2 °C et le cumul annuel moyen de précipitations est de 884,1 mm. 
La température maximale relevée sur cette station est de 39,3 °C, atteinte le 25 juillet 2019 ; la température minimale est de −17,9 °C, atteinte le 5 janvier 1985,,.
Les paramètres climatiques de la commune ont été estimés pour le milieu du siècle (2041-2070) selon différents scénarios d'émission de gaz à effet de serre à partir des nouvelles projections climatiques de référence DRIAS-2020. Ils sont consultables sur un site dédié publié par Météo-France en novembre 2022.

## Urbanisme

### Typologie
Au 1er janvier 2024, Stuckange est catégorisée bourg rural, selon la nouvelle grille communale de densité à sept niveaux définie par l'Insee en 2022.
Elle est située hors unité urbaine. Par ailleurs la commune fait partie de l'aire d'attraction de Luxembourg (partie française), dont elle est une commune de la couronne,. Cette aire, qui regroupe 115 communes, est catégorisée dans les aires de 700 000 habitants ou plus (hors Paris),.

### Occupation des sols
L'occupation des sols de la commune, telle qu'elle ressort de la base de données européenne d’occupation biophysique des sols Corine Land Cover (CLC), est marquée par l'importance des territoires agricoles (52,9 % en 2018), en diminution par rapport à 1990 (55,4 %). La répartition détaillée en 2018 est la suivante : 
terres arables (38,6 %), forêts (36,8 %), prairies (14,3 %), zones urbanisées (10,3 %). L'évolution de l’occupation des sols de la commune et de ses infrastructures peut être observée sur les différentes représentations cartographiques du territoire : la carte de Cassini (XVIIIe siècle), la carte d'état-major (1820-1866) et les cartes ou photos aériennes de l'IGN pour la période actuelle (1950 à aujourd'hui).

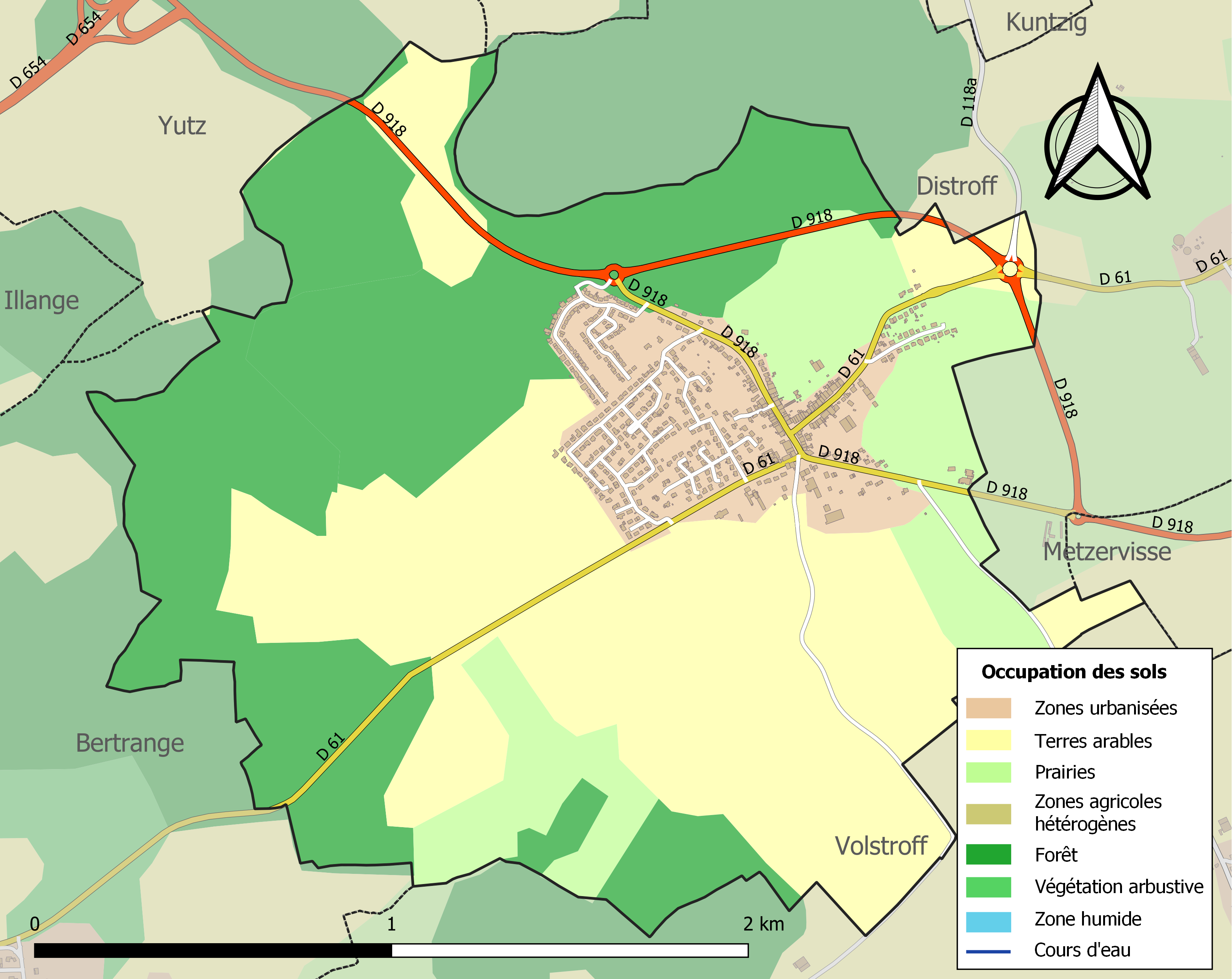
Carte des infrastructures et de l'occupation des sols de la commune en 2018 (CLC).

## Toponymie
- En francique lorrain : Stickéng, Stëckéngen et Stéckéngen.
- Anciens noms[13],[14] : Estuvinges en 1230 (fond de Malte, inventaire liasse G.);  Estucanges en 1280 ; Stuczningen et Stuczwingen en 1429 ; Stulking en 1544 ;  Stuckingen au XVIIe siècle (Loth. Sept) ; Stuvange en 1680 (dénombrement arch. Depart.) ; Strickange en 1682 (dénombrement de décembre) ; Stukange en 1756 (Stem. Départ. Moselle.), Stukange en 1793, Stückingen (1871-1918 et 1940-1944).

Le suffixe -ange est la forme donnée (renommage administratif)  à la place du suffixe germanique -ing (« domaine »), lors de l'avancée du Duché de Bar vers 1200. Le nom des villages ayant leur finale en -ing ou -ingen a été francisé par onomatopée en -ange.

## Histoire
- Stuckange naît d'une zone de défrichement[17] à l'initiative de l'abbaye de Trêves peu avant l'an mil, la langue est alors le vieux haut allemand (il s'agit d'une langue multi-dialectale) de dialecte Mittelfränkisch.
- Faisait partie du duché de Bar en 1280: les noms de localité en -ange (Estucanges en 1280) viennent d'une décision administrative de francisation des noms vieux haut allemand en -ingen par le duché de Bar, dans le cadre d'une avancée puis d'un recul de l'emprise du duché de Bar.
- Faisait partie du comté de Luxembourg (apparu vers 962, en lien avec l'abbaye St-Maximin de Trêves) puis du duché de Luxembourg (à partir de 1354), dans la seigneurie de Distroff. Il s'agit de la partie du Luxembourg qualifiée de Luxembourg français après l'annexion par la France de Louis XIV en 1659 (cf. Traité des Pyrénées).
- Une partie de Stuckange dépendait de la seigneurie de Busbach (1682, loc. Cit.) – Elle était annexe de la paroisse de Metzervisse. Autrefois  Trois-Évêchés (après 1659), bailliage et coutume de Thionville. Fit partie du canton de Kœnigsmacker de 1790 à 1802 et passa à cette date dans le canton de Metzervisse.
- Commune jusqu’au 12 septembre 1811 ou un décret impérial le réunit avec Kuntzig à Distroff[13]. Le village est transféré en 1902 de Distroff à Kuntzig. La commune indépendante est recréée en 1988 à partir de Kuntzig.

### Histoire contemporaine de la municipalité
Stuckange a longtemps fait partie de la commune de Kuntzig. À la suite d'une procédure de scission commencée en 1987, l'érection de la commune fut décidée par arrêté préfectoral du 23 août 1988 avec effet au 1er janvier 1989. Lucien Bach,ajoint au maire de 1977 à 1989 qui représentait Stuckange au conseil de Kuntzig, a logiquement été élu 1er maire de la nouvelle commune (deux listes en présence). En 1995, la liste de Lucien Bach conserve son mandat. En 2001, la liste de Vincent Uhl (8 élus) l'emporte sur celle de Alain Jost (7 élus). Le décès de Vincent Uhl en 2006, entraîne l'élection par le conseil municipal, de Thierry Rein, qui emportera ensuite l'élection de 2008.
La construction en 2012 d'un contournement routier de la RD 918 par le nord du village a grandement soulagé le trafic automobile.

## Politique et administration
| Période                                  | Période   | Identité          | Étiquette      | Qualité         |
| ---------------------------------------- | --------- | ----------------- | -------------- | --------------- |
| mars 1989                                | mars 2001 | Lucien Bach       | sans etiquette | maire honoraire |
| mars 2001                                | 2006      | Vincent Uhl       |                |                 |
| juillet 2006                             | mars 2014 | Thierry Rein      |                |                 |
| mars 2014                                | mai 2020  | Jean-Pierre Vouin |                |                 |
| mai 2020                                 | En cours  | Olivier Segura    |                |                 |
| Les données manquantes sont à compléter. |           |                   |                |                 |

## Population et société

### Démographie
L'évolution du nombre d'habitants est connue à travers les recensements de la population effectués dans la commune depuis 1793. Pour les communes de moins de 10 000 habitants, une enquête de recensement portant sur toute la population est réalisée tous les cinq ans, les populations de référence des années intermédiaires étant quant à elles estimées par interpolation ou extrapolation. Pour la commune, le premier recensement exhaustif entrant dans le cadre du nouveau dispositif a été réalisé en 2007.

En 2022, la commune comptait 1 455 habitants, en évolution de +38,44 % par rapport à 2016 (Moselle : +0,52 %, France hors Mayotte : +2,11 %).
| 1793 | 1800 | 1806 | 1990 | 1999 | 2006 | 2007 | 2012  | 2017  |
| ---- | ---- | ---- | ---- | ---- | ---- | ---- | ----- | ----- |
| 197  | 203  | 232  | 642  | 724  | 851  | 870  | 1 016 | 1 073 |

| 2022  | - | - | - | - | - | - | - | - |
| ----- | - | - | - | - | - | - | - | - |
| 1 455 | - | - | - | - | - | - | - | - |

### Vie associative
Stuckange compte une association : Sports et Loisirs Stuckange (SLS), qui organise des activités sportives et culturelles (cours de gymnastique, sorties marche, visites, atelier mémoire, danse enfants, peinture adultes et enfants, yoga, zumba, baby-gym, couture etc.).
Entre 1995 et 2000, le village comptait également une association de jeunes, l'Association de la Jeunesse Stuckangeoise (AJS), qui organisait des animations particulières pour les jeunes (tournois de football, concerts, sorties sportives, etc.). L'AJS avait également créé un petit journal satirique du village (trimestriel). Son unique président fut Jean-Paul CLIN. Après quelques années de vie, l'association a périclité.
En oct 2009, l’Association des Parents d’Élèves (APE) pointe le bout de son nez. Cette association  a pour vocation de contribuer aux projets pédagogiques à destination des enfants de l’école. Pour y parvenir diverses animations sont proposées tout au long de l’année auprès d’un large public.

## Culture locale et patrimoine

### Lieux et monuments

#### Édifice religieux
- Chapelle de la Visitation, construite au XVe siècle dont il subsiste les deux travées de chœur (actuellement 1re et 2e travées de la nef) et le tympan de l'ancien portail remonté au-dessus du portail actuel. Retournée au XVIIIe siècle lors de la construction de la 3e travée de la nef, du transept et du chœur. Sacristie et tour clocher XIXe siècle.

#### Édifices civils
- Quatre fermes en activité se trouvent dans le vieux village : trois dans la rue de la Liberté (D 61 vers l'est), une sur la rue nationale (D 918 vers le sud-est).
- École primaire (maternelle et élémentaire).
- Mairie.
- Cimetières (autour de l'église et en dehors du village sur la voie communale vers Reinange).
- Salle des fêtes.
- Terrain de football.
- Terrain multisport.
- Un bistrot/tabac..
- Coiffeur
- Une micro-crèche
- Un garage automobile.
- Un médecin.

### Personnalités liées à la commune
Clement Melchior, né en février 1998.

### Héraldique
| Blason de Stuckange | Blason  | De gueules au lion d'argent au chef du même chargé de trois fermaux en losange de sable. |
| Blason de Stuckange | Détails | Le statut officiel du blason reste à déterminer.                                         |